# فلسان

تعديل مصدري - تعديل

فلسان هي إحدى قرى عزلة القارة بمديرية رصد التابعة لمحافظة أبين، بلغ تعداد سكانها 199 نسمة حسب تعداد اليمن لعام 2004.